# Lygosominae
Die Lygosominae sind eine Unterfamilie der Skinke (Scincidae). 

## Merkmale
Diagnostische Merkmale der Lygosominae sind neun Zähne auf der Prämaxillare, eine durch überlappende und miteinander zusammengewachsene Unterkieferknochen völlig geschlossene Meckelsche Furche (eine Öffnung in der mittleren (inneren) Oberfläche des Unterkiefers, von der der Meckelsche Knorpel ausgeht). Die beiden Teile des paarigen Scheitelbeins (Os parietale) berühren einander hinter der Interparietale. Das Scheitelbein wird entlang seiner hinteren Seitenränder durch zwei oder mehrere Schläfenbeinknochen begrenzt. Die Nuchale fehlt meist. Die inneren Präanalschuppen überlappen die äußeren, die Schuppen auf der Oberseite des vierten Zeh sind in mehreren Reihe angeordnet. Die Iris ist heller als die Pupille. Der Hemipenis besteht aus einer kurzen, säulenartigen Basis und einer knollenförmigen Spitze.

## Systematik
Zu den Lygosominae gehören 52 Arten:
- Haackgreerius Lanza, 1983

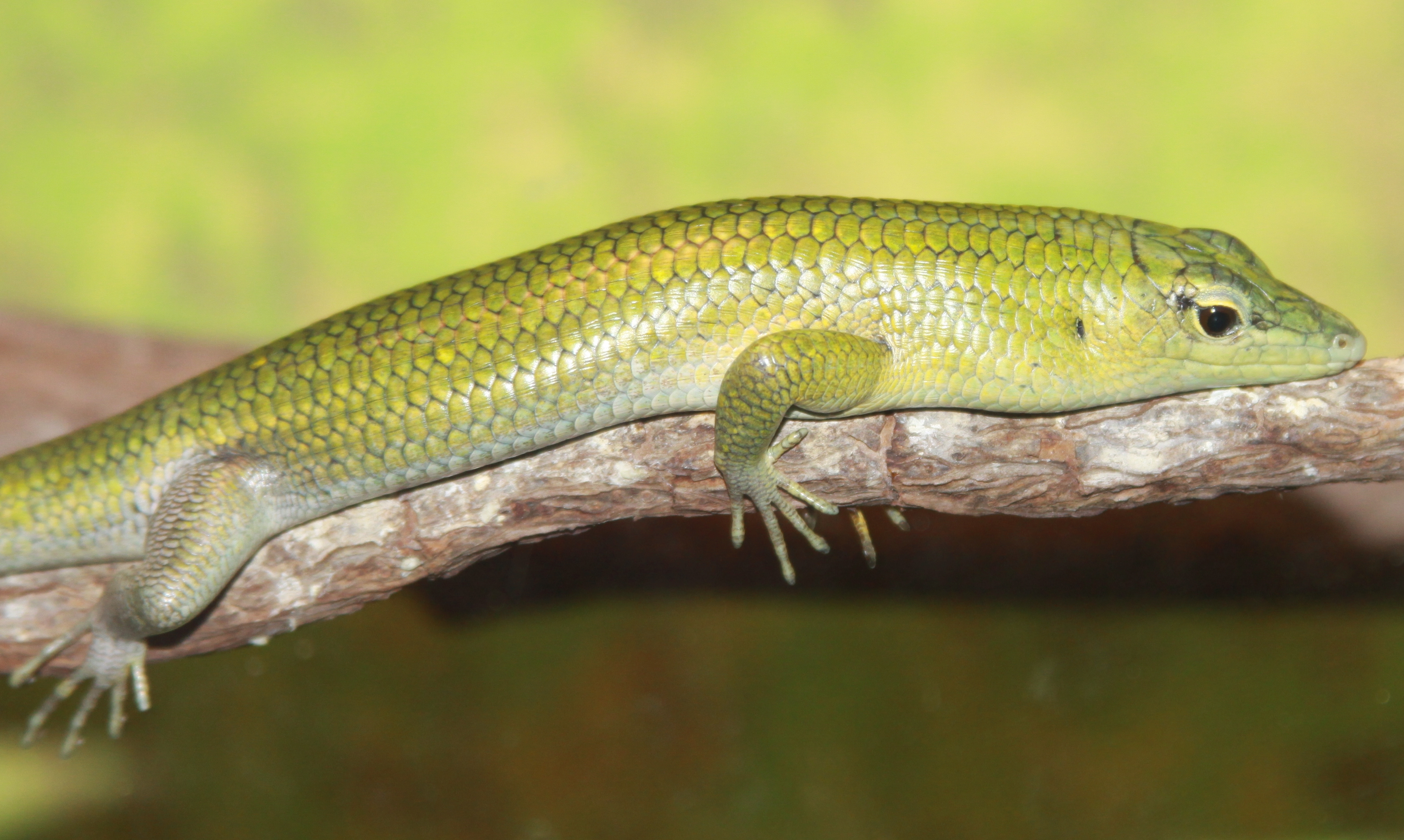
Lamprolepis smaragdina

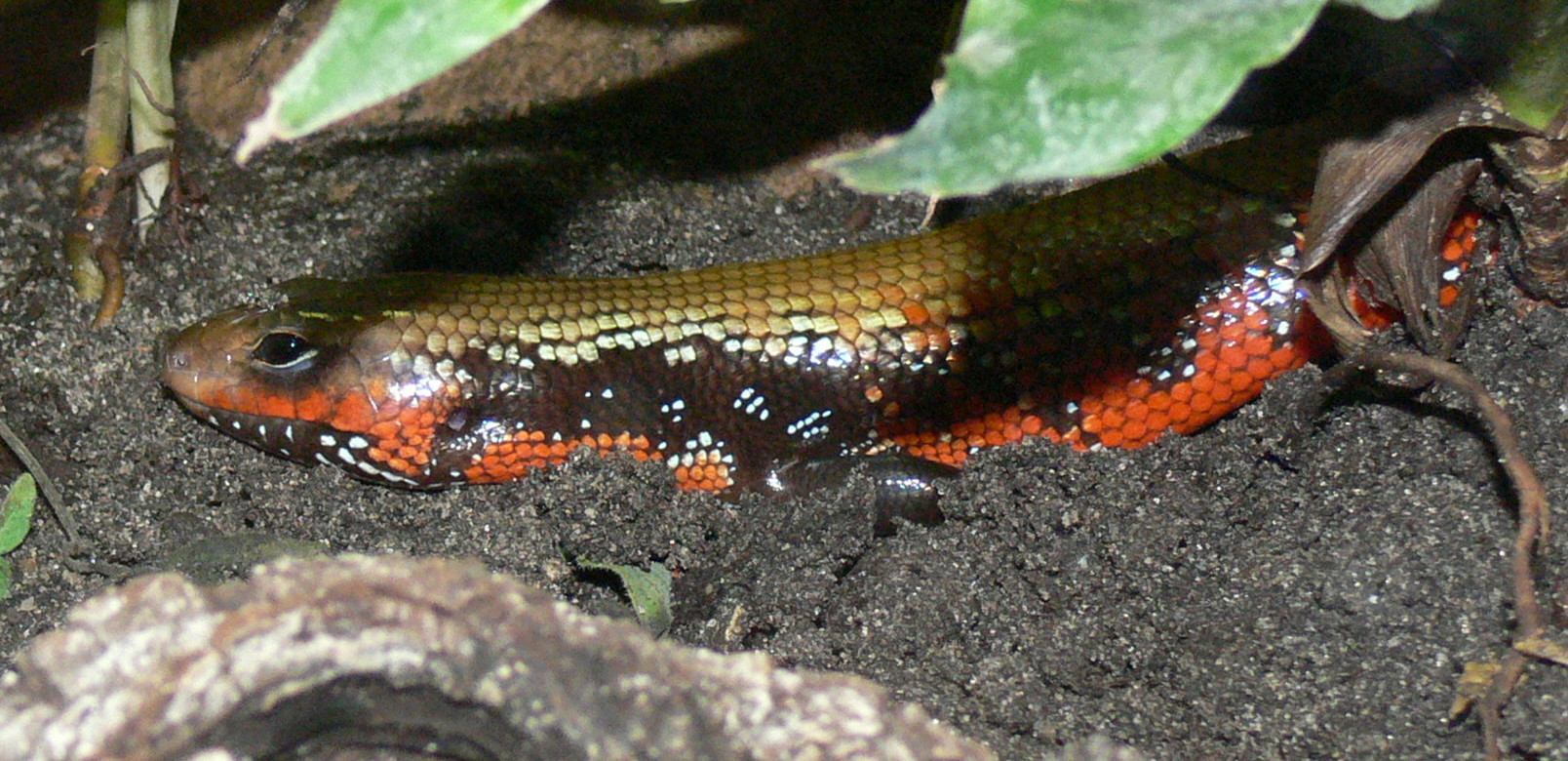
Lepidothyris fernandi

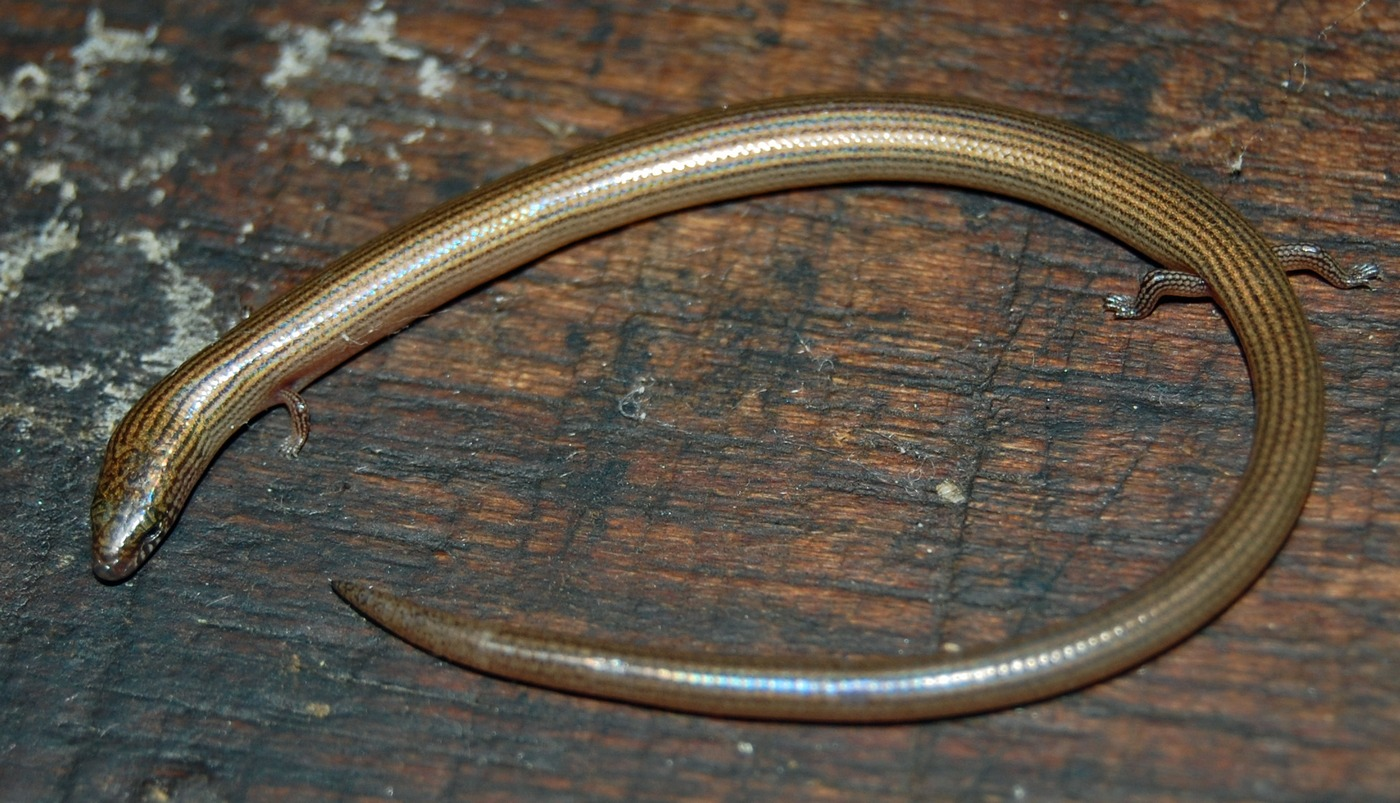
Lygosoma quadrupes

  - Haackgreerius miopus (Greer & Haacke, 1982)
- Lamprolepis Fitzinger, 1843
  - Lamprolepis leucosticta (Müller, 1923)
  - Lamprolepis nieuwenhuisii (Lidth De Jeude, 1905)
  - Lamprolepis smaragdina (Lesson, 1826)
  - Lamprolepis vyneri Shelford, 1905
- Lepidothyris Cope, 1892
  - Lepidothyris fernandi (Burton, 1836)
  - Lepidothyris hinkeli Wagner, Böhme, Pauwels & Schmitz, 2009
  - Lepidothyris striatus (Hallowell, 1854)
- Lygosoma Hardwicke & Gray, 1827
  - Lygosoma albopunctata (Gray, 1846)
  - Lygosoma angeli (Smith, 1937)
  - Lygosoma anguinum (Theobald, 1868)
  - Lygosoma ashwamedhi (Sharma, 1969)
  - Lygosoma bampfyldei Bartlett, 1895
  - Lygosoma boehmei Ziegler, Schmitz, Heidrich, Vu & Nguyen, 2007
  - Lygosoma bowringii (Günther, 1864)
  - Lygosoma carinatum Darevsky & Orlova, 1996
  - Lygosoma chaperi Vaillant, 1884
  - Lygosoma corpulentum Smith, 1921
  - Lygosoma frontoparietale (Taylor, 1962)
  - Lygosoma goaensis (Sharma, 1976)
  - Lygosoma guentheri (Peters, 1879)
  - Lygosoma haroldyoungi (Taylor, 1962)
  - Lygosoma herberti Smith, 1916
  - Lygosoma isodactylum (Günther, 1864)
  - Lygosoma koratense Smith, 1917
  - Lygosoma laeviceps (Peters, 1874)
  - Lygosoma lanceolatum Broadley, 1990
  - Lygosoma lineata (Gray, 1839)
  - Lygosoma lineolatum (Stolizcka, 1870)
  - Lygosoma mafianum Broadley, 1994
  - Lygosoma opisthorhodum (Werner, 1910)
  - Lygosoma pembanum Boettger, 1913
  - Lygosoma popae (Shreve, 1940)
  - Lygosoma pruthi (Sharma, 1977)
  - Lygosoma punctata (Gmelin, 1799)
  - Lygosoma quadrupes (Linnaeus, 1766)
  - Lygosoma singha Taylor, 1950
  - Lygosoma veunsaiensis Geissler, Hartmann & Neang, 2012
  - Lygosoma vosmaeri (Gray, 1839)
- Mochlus Günther, 1864
  - Mochlus afer (Peters, 1854)
  - Mochlus brevicaudis (Greer, Grandison & Barbault, 1985)
  - Mochlus grandisonianum (Lanza & Carfi, 1966)
  - Mochlus guineensis (Peters, 1879)
  - Mochlus mabuiiforme (Loveridge, 1935)
  - Mochlus mocquardi (Chabanaud, 1917)
  - Mochlus paedocarinatum (Lanza & Carfi, 1968)
  - Mochlus productum (Boulenger, 1909)
  - Mochlus simonettai (Lanza, 1979)
  - Mochlus somalicum (Parker, 1942)
  - Mochlus sundevalli (Smith, 1849)
  - Mochlus tanae (Loveridge, 1935)
  - Mochlus vinciguerrae (Parker, 1932)

Die Unterfamilie Lygosominae wurde 1952 durch den Herpetologen Myron Budd Mittleman aufgestellt. 2014 schlug der Herpetologe Stephen Blair Hedges vor, der Gruppe den Rang einer Familie (Lygosomidae) zu geben.